# Serež
Il Serež (in russo Сереж?) è un fiume della Russia siberiana occidentale, affluente di sinistra del Čulym (bacino idrografico dell'Ob'). Scorre nei rajon Šarypovskij, Užurskij e Nazarovskij del Territorio di Krasnojarsk.
Il fiume proviene dal lago Beloe a nord-ovest della città di Užur; scorre in direzione orientale, poi gira a nord e mantiene un corso in direzione prevalentemente settentrionale fino a sfociare nel Čulym a 1 417 km dalla foce, presso il villaggio di Bol'šoj Serež. La lunghezza del fiume è di 232 km, il bacino imbrifero è di 5 090 km².